# Robert-Henri-Eugène Dromard
Robert-Henri-Eugène Dromard, francoski general, * 1894, † 1982.